# Зайцегуб опьяняющий
Зайцегу́б опьяня́ющий (лат. Lagochílus inébrians) — полукустарник, произрастающий в Средней Азии; вид рода Зайцегуб семейства Яснотковые (Lamiaceae).
В англоязычных странах растение называют Intoxicating mint — опьяняющая мята, или Turkestan mint — мята туркестанская.

## Распространение и среда обитания
Зайцегуб опьяняющий — эндемик Средней Азии. Распространён в Самаркандской и Бухарской областях Узбекистана. Встречается в некоторых районах Туркменистана и Таджикистана. Растёт на предгорных равнинах и низких предгорьях на галечниках, выносах пересохших водотоков и по щебнистым склонам, в сухих полынно-злаковых и полынно-разнотравных степях. Как сорное растение — по берегам каналов и арыков.

## Биологическое описание
Полукустарник с многочисленными стеблями высотой от 20 до 80 см, у основания деревянистыми, простыми или ветвистыми, облиственными, в верхней части опущёнными, в нижней — покрытыми белой блестящей корой.
Листья широкояйцевидные, трёх- или пятираздельные, с клиновидным основанием, опушены с обеих сторон.
Цветки сидят по 4—6 в пазухах верхних листьев, собраны в колосовидный тирс. Венчик двугубый, белый или бледно-розовый с коричневыми жилками. Чашечка опушённая, ширококолокольчатая, с пятью отогнутыми широкотреугольными зубцами, кверху шиловидно заострёнными. Цветёт в июне — сентябре.
Плод — ценобий.

## Применение
В народной медицине Средней Азии зайцегуб опьяняющий использовали как кровоостанавливающее средство.
Гемостатическое (кровоостанавливающее) действие препаратов зайцегуба обусловлено витамином К и дубильными веществами.
Растение было внесено в восьмое издание Государственной фармакопеи СССР.
В качестве лекарственного сырья используют цветки и листья зайцегуба (лат. Flores et folia Lagochili), собранные в период цветения.
Сырьё состоит из смеси цветков и небольшого количества мелких листьев и тонких стеблей зелёного или тёмно-буроватого цвета. Траву зайцегуба заготовляют в период цветения, скашивая её или срезая на высоте около 5 см от поверхности почвы. Для нормального отрастания и восстановления запасов этого вида заготовка его сырья на одних и тех же участках допускается не чаще одного раза в 2—3 года. Сушка сырья теневая, в течение 5—6 дней. Заготовленное сырьё хранят в сухих, проветриваемых помещениях. Срок годности сырья 3 года.
В сырье содержатся дитерпеновый спирт лагохилин (lagochiline), эфирное масло, дубильные вещества, органические кислоты, значительное количество кальция, каротин, филлохитоны, аскорбиновая кислота и другие соединения.
Применяют в форме настоя, настойки, таблеток сухого экстракта, покрытых оболочкой. На основе сырья выпускают препарат «Лагелон».